# Штутгартський штадтбан
48°45′16″ пн. ш. 9°08′18″ сх. д. / 48.7544° пн. ш. 9.13833° сх. д.
Штутгартський штадтбан (нім. Stadtbahn Stuttgart) — мережа штадтбану в Штутгарті.
Працює з 28 вересня 1985 року.

Оператор — Stuttgarter Straßenbahnen AG (SSB).
Штадтбан є наступником традиційної трамвайної мережі міста.
Мережа штадтбану охоплює більшу частину Штутгарта, а також досягає сусідніх міст Ремзек-на-Неккарі, Фелльбах, Остфільдерн, Ляйнфельден-Ехтердінген і Герлінген (за годинниковою стрілкою).
Зараз мережа складається з чотирнадцяти основних ліній (U1–U9, U11–U16, U19), спеціальної лінії (U11) і двох тимчасових ліній під час будівництва,
що обслуговують 203 станції та працюють на 130 км маршруту.

У 2014 році Штутгартський штадтбан перевіз 174,9 мільйона пасажирів.

## Лінії
Станом на  2017, мережа Штутгартського штадтбану складається з чотирнадцяти основних ліній (U1–U9, U11–U16 і U19), двох спеціальних ліній (під час будівництва між Штутгарт-Головний і Державною галереєю; U29 і U34) і спеціальних ліній (U11):
| Лінія | Маршрут | Станцій | Час у дорозі (у хвилинах) |
| ----- | --- | ------- | ------------------------- |
| U1    | Фелльбахська церква Лютера (Fellbach Lutherkirche) — Бад-Каннштатт (Bad Cannstatt) — Мінеральбедер (Mineralbäder) — Штеках (Stöckach) — Штутгарт-Головний (Stuttgart Hauptbahnhof) — Ротебюльпляц (Rotebühlplatz Stadtmitte) — Маринпляц (Marienplatz) — Геслях (Heslach Vogelrain) | 27      | 41                        |
| U2    | Нойгеройт (Neugereut) — Бад-Каннштатт (Bad Cannstatt) — Мінеральбедер (Mineralbäder) — Штеках (Stöckach) — Шарльоттенпляц (Charlottenplatz) — Ротебюльпляц (Rotebühlplatz) — Фогельзанг (Vogelsang) — Ботнанг (Botnang) | 28      | 36                        |
| U3    | Плінінген (Plieningen) — вокзал Мерінген (Möhringen Bf) — вокзал Файгінген (Vaihingen Bf) | 11      | 13                        |
| U4    | вокзал Штутгарт-Унтертюркгайм (Untertürkheim Bf) — Ванген (Wangen) — Остгайм (Ostheim) — Штеках (Stöckach) — Шарльоттенпляц (Charlottenplatz) — Ротебюльпляц (Rotebühlplatz) — Гельдерлінпляц (Hölderlinplatz) | 22      | 25                        |
| U5    | Кіллесберг (Killesberg) — Штутгарт-Головний (Stuttgart Hbf) — Шарльоттенпляц (Charlottenplatz) — Дегерлех (Degerloch) — Мерінген (Möhringen) — вокзал Ляйнфельден (Leinfelden Bf) | 22      | 29                        |
| U6    | Герлінген (Gerlingen) — Гібель (Giebel) — Вайлімдорф (Weilimdorf) — Фоєрбах (Feuerbach) — Прагзаттель (Pragsattel) — Штутгарт-Головний (Stuttgart Hbf) — Шарльоттенпляц (Charlottenplatz) — Дегерлех (Degerloch) — Мерінген (Möhringen) — Фазаненгоф (Fasanenhof) — Ехтердінген — аеропорт Штутгарт/Мессе | 43      | 60                        |
| U7    | Менхфельд (Mönchfeld) — Цуффенгаузен (Zuffenhausen) — Прагзаттель (Pragsattel) — Штутгарт-Головний (Hauptbahnhof) — Шарльоттенпляц (Charlottenplatz) — Рубанк/Штутгартська телевежа (Ruhbank/Fernsehturm) — Гоймаден (Heumaden) — Остфільдерн-Неллінген (Ostfildern-Nellingen) | 36      | 50                        |
| U8    | вокзал Файгінген (Vaihingen Bf) — вокзал Мерінген (Möhringen Bf) — Дегерлех (Degerloch) — Рубанк/Штутгартська телевежа (Ruhbank/Fernsehturm) — Гоймаден (Heumaden) — Остфільдерн-Неллінген (Ostfildern-Nellingen) (Тільки Пн-Пт з 06:00 до 20:00.) | 26      | 33                        |
| U9    | Гедельфінген (Hedelfingen) — Ванген (Wangen) — Райтельсберг (Raitelsberg) — Штеках (Stöckach) — Штутгарт-Головний (Hauptbahnhof) — Фогельзанг [— Ботнанг] (Vogelsang [— Botnang]) (Послуги до Ботнанга лише в годину пік у шкільні дні.) | 28 [22] | 35 [27]                   |
| U11   | Штутгарт-Головний (Hauptbahnhof) — Ротебюльпляц (Rotebühlplatz) — Шарльоттенпляц (Charlottenplatz) — Штеках (Stöckach) — Мінеральбедер [— Каннштаттер Вазен] (Mineralbäder [— Cannstatter Wasen]) — Некарпарк (стадіон) (Neckarpark (Stadion)) (Лише під час Cannstatter Volksfest, Весняного фестивалю, спортивних, музичних та інших подій.) (Без зупинки на станціях Берлінер-Плац (Гое Штр.) і Штатсгалері.) | 13/14   | 18                        |
| U12   | Ремзек-Некаргренінген (Remseck-Neckargröningen) — Мюльгаузен (Mühlhausen) — Гальшлаг (Hallschlag) — Левентор (Löwentor) — Штутгарт-Північний (Nordbahnhof) — Штутгарт-Головний (Hbf) — Шарлоттенплац (Charlottenplatz) — Дегерлех (Degerloch) — вокзал Мерінген (Möhringen Bf) — Дюррлеванг (Dürrlewang) | 36      | 50                        |
| U13   | Фоєрбах (Feuerbach Pfostenwäldle) — Прагзаттель (Pragsattel) — Левентор (Löwentor) — Вільгельма (Wilhelma) — Бад-Каннштатт (Bad Cannstatt) — вокзал Унтертюркгайм (Untertürkheim Bf) — Ванген (Wangen) — Гедельфінген (Hedelfingen) | 25      | 38                        |
| U14   | Мюльгаузен (Mühlhausen) — Гофен (Hofen) — Мюнстер (Münster) — Вільгельма (Wilhelma) — Мінеральбедер (Mineralbäder) — Штеках (Stöckach) — Шарльоттенпляц (Charlottenplatz) — Маринпляц (Marienplatz) — Геслях (Heslach Vogelrain) — вокзал Файгінген (Vaihingen Bf) | 33      | 41                        |
| U15   | Штамгайм (Stammheim) — Цуффенгаузен (Zuffenhausen) — Прагзаттель (Pragsattel) — Штутгарт-Головний (Hbf) — Шарльоттенпляц (Charlottenplatz) — Ойгенспляц (Eugensplatz) — Рубанк/Штутгартська телевежа [— Гоймаден] (Ruhbank/Fernsehturm [— Heumaden]) (Послуги до Гоймаден лише в години пік у шкільні дні) | 27 [32] | 37 [45]                   |
| U19   | Нойгеройт (Neugereut) — Бад-Каннштатт (Bad Cannstatt) — Некарпарк (стадіон) (Neckarpark (Stadion)) | 9       | 20                        |

## Рухомий склад
Мережу обслуговують 224 одиниць SSB DT 8.